# Yongin
Yongin is een stad in de Zuid-Koreaanse provincie Gyeonggi. Bij de volkstelling van 2020 had de stad 1.066.975 inwoners. Yongin is onderdeel van de agglomeratie Seoel.

## Toeristische attracties
- Korean Folk Village
- Everland
- Caribbean Bay

Steden:
Ansan · Anseong · Anyang · Bucheon · Dongducheon · Gimpo · Goyang · Gunpo · Guri · Gwacheon · Gwangju · Gwangmyeong · Hanam · Hwaseong · Icheon · Namyangju · Osan · Paju · Pocheon · Pyeongtaek · Seongnam · Siheung · Suwon (hoofdstad) · Uijeongbu · Uiwang · Yangju · Yeoju · Yongin
Districten:
Gapyeong · Yangpyeong · Yeoncheon